# Димоју (Дамбовица)
Димоју (рум. Dimoiu) насеље је у Румунији у округу Дамбовица у општини Улми. Oпштина се налази на надморској висини од 242 m.

## Становништво
Према подацима из 2002. године у насељу је живело 105 становника, од којих су сви румунске националности.